# 德爾切夫嶺
德爾切夫嶺（英語：Delchev Ridge）是南極洲的山嶺，位於南設得蘭群島的利文斯頓島，屬於騰格里山脈的東部山嶺，全長10公里，最高點是海拔高度約940米的德爾切夫峰。

## 外部連結

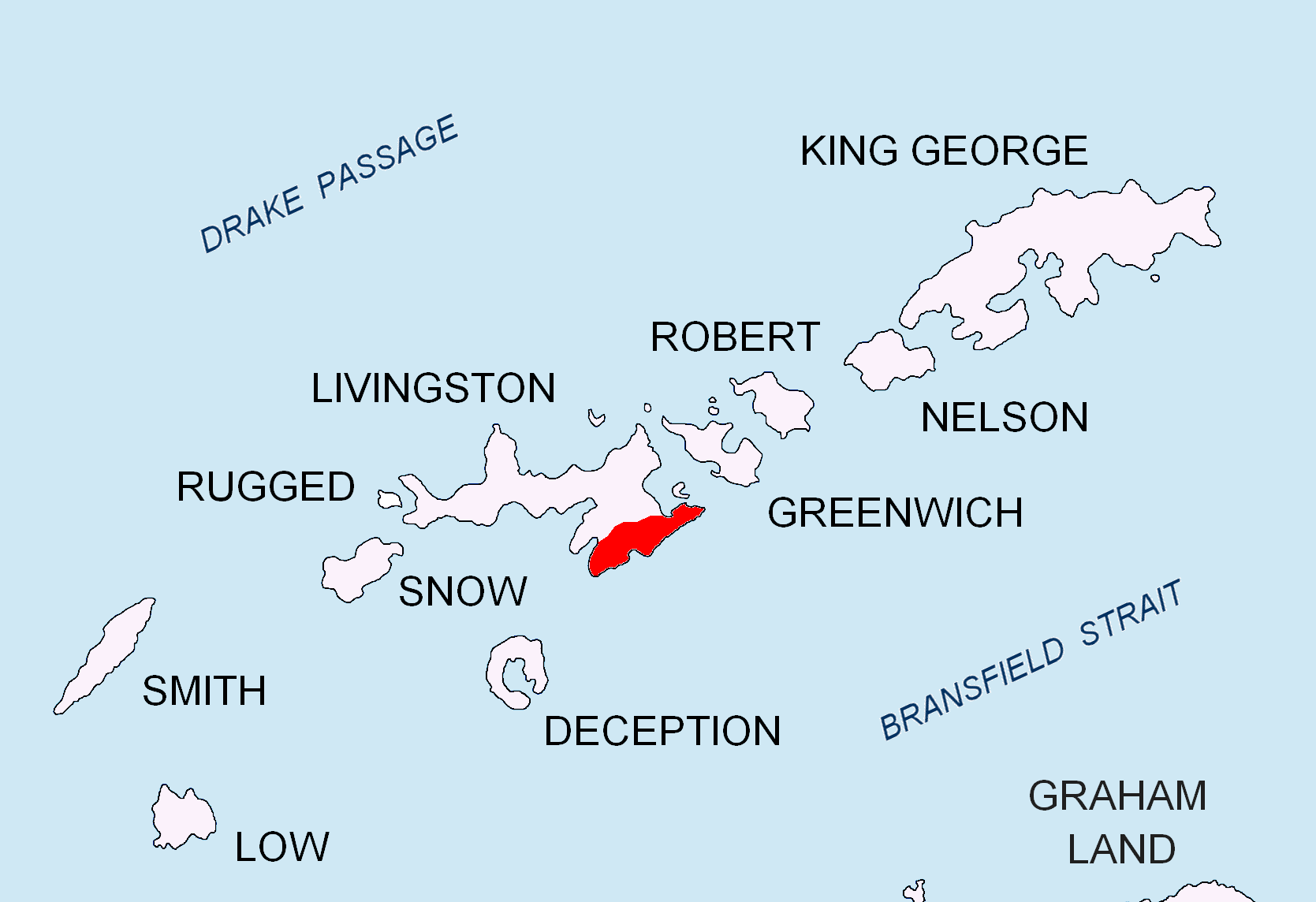

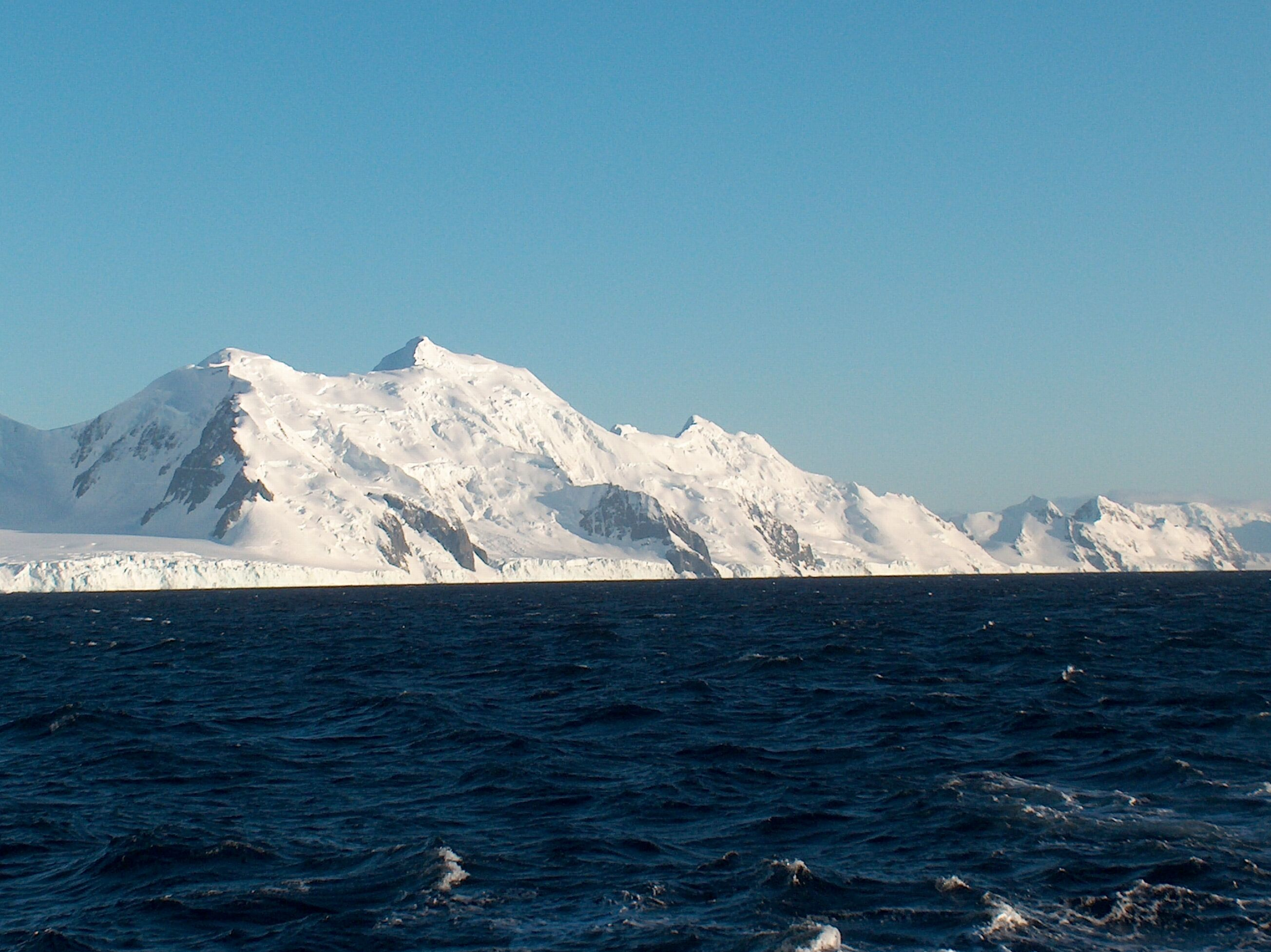

- Delchev Ridge. SCAR Composite Gazetteer of Antarctica.

62°37′55″S 59°54′15″W / 62.63194°S 59.90417°W